# Kurniwadi, Hukeri
Kurniwadi là một làng thuộc tehsil Hukeri, huyện Belgaum, bang Karnataka, Ấn Độ.